# Incamyia cincerea
Incamyia cincerea är en tvåvingeart som beskrevs av Cortes och Campos 1971. Incamyia cincerea ingår i släktet Incamyia och familjen parasitflugor. Inga underarter finns listade i Catalogue of Life.